# ARHGEF35
ARHGEF35‏ (Rho guanine nucleotide exchange factor 35) هوَ بروتين يُشَفر بواسطة جين ARHGEF35 في الإنسان.